# Керничный, Геннадий Русланович
Геннадий Русланович Керничный (укр. Геннадій Русланович Керничний, позывной — Викинг; 29 января 1997, Слобода-Гулевская — 23 сентября 2024, Курская область) — украинский военнослужащий, сержант, участник российско-украинской войны. Герой Украины (2025, посмертно).

## Биография
Родился в селе Слобода-Гулевская Винницкой области. В 2013 году окончил Буковинский военный спортивный лицей с отличием. Имеет профессию пчеловода, мастер спорта по боевому самбо.
В конце 2014 года добровольно вступил в ряды Вооружённых сил Украины. Участвовал в боях за Дебальцево, Марьинку, Зайцево, Счастье.
В 2018 году получил тяжёлое ранение, в результате которого была ампутирована часть правой ноги. После реабилитации продолжил службу на протезе. В 2019 году поступил на факультет агрономии Каменец-Подольского аграрного университета.
В 2020 году занял первое место в соревнованиях «Игры Героев» в Харькове, а в 2023 году — в «Играх Нескоренных» во Львове.
С первых дней полномасштабного вторжения России в Украину защищал Киевскую область, затем участвовал в боях в Харьковской, Донецкой, Луганской и Запорожской областях. Провёл 10 месяцев в Бахмуте.
Погиб 23 сентября 2024 года во время выполнения боевого задания в Курской области от удара FPV-дрона.
Похоронен в родном селе.

## Награды
- Звание «Герой Украины» с вручением ордена «Золотая Звезда» (2 января 2025, посмертно) — за личное мужество и героизм, проявленные в защите государственного суверенитета и территориальной целостности Украины, верность военной присяге[2].
- Медаль «За военную службу Украине» (12 августа 2022) — за личное мужество и отвагу, проявленные в защите государственных интересов, укрепление обороноспособности и безопасности Украины[3].
- Орден «За мужество» II степени — за личное мужество и самоотверженные действия, проявленные в защите государственного суверенитета и территориальной целостности Украины.
- Орден «За мужество» III степени (17 мая 2019) — за личное мужество и самоотверженные действия, проявленные в защите государственного суверенитета и территориальной целостности Украины, верность военной присяге[4].